# إرتوجليفلوزين
إرتوجليفلوزين (Ertugliflozin)، الذي يباع تحت الإسم التجاري ستيجلاترو (Steglatro)، هو دواء يستخدم لعلاج مرض السكري من النوع 2  مع اتباع النظام الغذائي و ممارسة الرياضة.  و يؤخذ عن طريق الفم.  و لا ينبغي استخدامه أبدا لدى الأشخاص المصابين بداء السكري من النوع الأول. 
تشمل الآثار الجانبية الشائعة لهذا العقار على:العدوى الفطرية في المهبل و أنواع أخرى من العدوى في الجهاز التناسلي الأنثوي.  إضافة إلى ذلك، قد تشمل الآثار الجانبية الأخرى الحماض الكيتوني السكري (DKA)، وبتر الأطراف، و غرغرينا الناخرة.   و لا ينصح باستخدامه أثناء الحمل.  إنه مثبط لمستقبلات الصوديوم و الجلوكوز من النوع 2 (SGLT2) مما يزيد من كمية الجلوكوز المفقودة في البول.  
تمت الموافقة عليه للاستخدام طبيًا في الولايات المتحدة في عام 2017 و في أوروبا في عام 2018.   في المملكة المتحدة، تكلف أربعة أسابيع من الدواء هيئة الخدمات الصحية الوطنية حوالي 30 جنيهًا إسترلينيًا اعتبارًا من عام 2021.  و يكلف هذا المقدار في الولايات المتحدة 280 دولارا أمريكيا. 